# Carolina Ramírez
Carolina Ramírez Quintero (Cali, 20 de junio de 1983) es una actriz y bailarina colombiana. Es reconocida por sus papeles como protagonista de las series La hija del mariachi, por interpretar a la heroína de la independencia colombiana  Policarpa Salavarrieta en la serie La Pola y el más importante de su carrera que la catapulto a nivel internacional en la exitosa telenovela La reina del flow de Caracol Television, interpretando a Yeimy Montoya / Tammy Andrade. 

## Biografía
En un inicio Ramírez, se preparó para ser bailarina de ballet clásico, pues desde muy pequeña ese había sido su gran sueño. Sus padres siempre la apoyaron y la hicieron ingresar a una escuela de danza.
Llegó a Bogotá cuando tenía 15 años y siguió estudiando ballet. Cursó estudios en el Colegio Santa Mariana de Jesús en Bogotá.Continuó en el mundo del ballet, se presentó en Cuba tres veces bailando y gracias a que lo intento pudo conocer al director John Bolívar. Tras abandonar la carrera de bailarina debido a una lesión, Bolívar le propuso presentarse a un casting para la telenovela El inútil, a partir de esto su presencia en la televisión colombiana se hizo evidente.
Contrajo matrimonio hacia 2010 con Mariano Bacaleinik, un empresario argentino que ha producido diferentes obras teatrales
En el 2019, gracias a la ley aprobada recientemente en el congreso de la República, la actriz se graduó, junto con más de 35 actores, como maestra en arte dramático de la Universidad de Antioquia en alianza con la academia de Artes Guerrero.
Actualmente, reside en Buenos Aires, Argentina

## Carrera
Uno de sus primeros trabajos en televisión fue en 2002, en el programa Jack El Despertador, emitido las mañanas de los sábados y domingos de 8 a 12, donde interpretaba el papel de Lila.
En el 2003 hizo parte del elenco de Francisco el matemático, interpretando a Silvia.
En 2004 protagonizó la serie de Caracol Televisión Séptima Puerta, Historias Inexplicables, interpretando el papel de Jenny Candela, una joven periodista que investigaba casos paranormales junto a su compañero Tomás Cabal, Jorge López. Fue entre 2006 y 2008 cuando logró consolidar su carrera como actriz gracias al papel protagonista de Rosario Guerrero, la dulce cantante de rancheras del bar Plaza Garibaldi en La Hija del Mariachi. Este personaje permitió que Carolina se diera a conocer a nivel nacional e incluso internacional.
En el 2010 protagonizó La Pola, producción de RCN Televisión, telenovela basada en hechos históricos de la época de la Reconquista del virreinato español de la Nueva Granada.
También ha personificado a Mariale en la segunda temporada de la exitosa serie "El Capo", interpretando a una de las mujeres del protagonista. Fue jurado junto a Fernán Martínez y El Puma de un programa de baile llamado La Pista, que fue emitido por Caracol Televisión durante el 2013.
El 11 de abril de 2014 tuvo su estreno mundial en el Festival Internacional de Cine de Cartagena de Indias la película Ciudad Delirio, una comedia romántica basada en la salsa. La historia se desarrolla en la ciudad colombiana de Cali, (la capital mundial de la salsa), una historia de amor clásica de dos personas de culturas diferentes que están en momentos de su vida en los que no debería darse una relación romántica, pero la fuerza de la música y del baile los empuja, a pesar de que la vida los trate de separar. En esta ocasión Carolina da vida a Angie, una bailarina y coreógrafa, cuyas ilusiones están puestas en la audición para formar parte del espectáculo de salsa más famoso del mundo "Delirio", y cuenta con los actores Julián Villagrán (actor), Jorge Herrera (actor), John Alex Castillo, Vicky Hernández, Ingrid Rubio, Margarita Ortega, Álvaro Rodríguez (actor), entre otros.
En 2018 protagonizó la exitosa telenovela La reina del flow, interpretando a Yeimy Montoya / Tammy Andrade, producción de Caracol Televisión.
En 2019 participó en la serie Los Briceño, producida por Netflix, donde tuvo una participación especial como jueza.
Entre 2020 y 2023 formó parte del reparto principal de la serie De brutas, nada, interpretando a Hannah Larrea. Fue una producción de Sony Pictures Television para Amazon Prime Video.
En 2021 se emitió la segunda temporada de La reina del flow, de la que es nuevamente protagonista.
En 2023 protagonizó la película Unicornio, dirigida por Natural Arpajou, interpretando a Amanda.
Ese mismo año regresó al teatro con la obra Cuando duerme conmigo, en la que interpretó a Laura, presentada en el Teatro Provincial durante las temporadas 2023 y 2024.
En 2024 participó en un episodio unitario de la serie Mujeres asesinas, producida por Vix, interpretando a Nancy.

### Noticias recientes
En marzo de 2025, Carolina Ramírez confirmó su participación en la tercera temporada de la telenovela La reina del flow, retomando el papel de Yeimy Montoya. Aunque no se ha anunciado una fecha oficial de estreno, se estima que las grabaciones finalicen a mediados de 2025.
Durante el proceso de producción, se realizaron dos eventos con público en vivo como parte de la grabación de escenas. El primero tuvo lugar en la Playa de Reducto, en Lanzarote (España), en enero de 2025, mientras que el segundo se desarrolló en el Movistar Arena de Bogotá en febrero del mismo año, donde la actriz compartió escenario con el cantante Kapo.

## Filmografía

### Televisión
| Año            | Título                        | Personaje                                                | Rol                                         |
| -------------- | ----------------------------- | -------------------------------------------------------- | ------------------------------------------- |
| 2002           | Jack el despertador           | Lilia                                                    | Elenco Principal; Serie TV                  |
| 2002-2003      | La lectora                    | Remedios "Cherry" Carranza                               | Elenco Principal; Telenovela                |
| 2003           | Francisco el Matematico       | Sílvia Posada                                            | Elenco Recurrente (Temporada 5); Telenovela |
| 2004-2005      | Séptima puerta                | Jenny Candela                                            | Protagonista; Telenovela                    |
| 2005           | Unidad Investigativa          |                                                          | Unitario; Serie TV                          |
| 2005-2006      | Decisiones                    | Sandra                                                   | Unitario; Serie TV                          |
| 2006           | Así es la vida                |                                                          | Reparto; Telenovela                         |
| 2006-2008      | La hija del mariachi          | Rosario del Pilar Guerrero Santana                       | Protagonista; Telenovela                    |
| 2007           | Hasta que la plata nos separe | Rosario del Pilar Guerrero Santana                       | Invitada especial; Telenovela               |
| 2009           | Las trampas del amor          | Mariana Romano                                           | Protagonista; Telenovela                    |
| 2010-2011      | La Pola                       | Policarpa Salavarrieta "La Pola" (Apolonia Salavarrieta) | Protagonista; Telenovela                    |
| 2012           | Mujeres asesinas              | Mariana "La Obstinada"                                   | Unitario; Serie Web                         |
| 2012-2013      | El capo 2                     | María Alejandra Parra "Mariale"                          | Elenco Principal (Temporada 2); Telenovela  |
| 2016           | Contra el tiempo              | Andrea Laverde                                           | Co-Protagonista; Telenovela                 |
| 2018- presente | La reina del flow             | Yeimy Montoya Vélez “La Reina del Flow” / Tammy Andrade  | Protagonista; Telenovela                    |
| 2019           | Los Briceño                   | Jueza                                                    | Participación especial; Telenovela          |
| 2020-2023      | De brutas, nada               | Hannah Larrea                                            | Elenco Principal; Serie TV                  |
| 2024           | Mujeres asesinas              | Nancy                                                    | Unitario; Serie Web                         |
| 2025           | En el barro                   | Yael Rubial                                              | Elenco Principal; Miniserie                 |

## Cine
| Año  | Título                          | Personaje | Dirección         | Notas          |
| ---- | ------------------------------- | --------- | ----------------- | -------------- |
| 2006 | Soñar no cuesta nada            | Herlinda  | Rodrigo Triana    | Coprotagonista |
| 2014 | Ciudad delirio                  | Angie     | Chus Gutiérrez    | Protagonista   |
| 2019 | Cuando los hombres quedan solos | Vivian    | Fernando Martínez | Protagonista   |
| 2019 | Niña errante                    | Carolina  | Rubén Mendoza     | Coprotagonista |
| 2023 | Unicornio                       | Amanda    | Natural Arpajou   | Protagonista   |

## Teatro
| Año       | Obra                                            | Personaje                | Lugar                               |
| --------- | ----------------------------------------------- | ------------------------ | ----------------------------------- |
| 2023-2024 | Cuando duerme conmigo                           | Laura                    | Teatro Provincial                   |
| 2019      | Woyzeck                                         | María, esposa de Woyzeck | Teatro Colón                        |
| 2019      | Anónima                                         | Directora y coreógrafa   | Hysterya Fest                       |
| 2018-2023 | Lo que queda de nosotros                        | Nata                     | Teatro ABC / Multitabarís Comafi    |
| 2018      | Canción para dueto                              |                          | Teatro Colón                        |
| 2017-2018 | Shakespeare enamorado                           | Viola de Lesseps         | Teatro Colón                        |
| 2016      | El amor de las luciernagas                      | María Celorio            | Teatro Nacional Fanny Mikel         |
| 2015-2016 | Burundanga                                      | Ana                      | Teatro La Castellana / Teatro libre |
| 2013-2014 | No se si cortarme las venas o dejármelas largas | Nora                     | Teatro la Castellana                |
| 2012      | Palabras encadenadas                            | Laura                    | Teatro Nacional                     |
| 2011-2012 | TOC TOC                                         | Lili                     | Teatro Nacional                     |
| 2008      | Closer                                          | Alicia                   | Teatro Nacional                     |
| 2005-2006 | Carta a una desconocida                         |                          |                                     |
| 2004      | Crónica de una muerte anunciada                 | Angela Vicario           | Teatro Nacional                     |
| 2003-2004 | La fiesta del chivo                             |                          | Teatro Nacional                     |
| 2003-2004 | Blancanieves y los siete enanitos               | Blancanieves             | Teatro Nacional                     |

## Programas de TV
| Año       | Título              | Personaje | Rol    | Nota              |
| --------- | ------------------- | --------- | ------ | ----------------- |
| 2001-2002 | Jack el Despertador | Lila      |        | Programa infantil |
| 2013      | La pista            | Carolina  | Jurado | Concurso de baile |

## Premios y nominaciones
| Año  | Premio                    | Categoría                                                 | Telenovela o película | Resultado |
| ---- | ------------------------- | --------------------------------------------------------- | --------------------- | --------- |
| 2022 | Premios India Catalina    | Mejor actriz protagónica de telenovela, serie o miniserie | La reina del flow     | Ganadora  |
| 2021 | Produ Awards              | Mejor actriz principal - superserie y telenovela          | La reina del flow     | Ganadora  |
| 2019 | Festival de Málaga España | Biznaga de Plata a la mejor actriz de reparto             | Niña errante          | Ganadora. |
| 2019 | Premios India Catalina    | Mejor actriz protagónica de telenovela o serie            | La reina del flow     | Nominada  |
| 2019 | Premios India Catalina    | Mejor talento favorito del publico                        | La reina del flow     | Ganadora  |
| 2013 | Premios India Catalina    | Mejor actriz de reparto de serie o miniserie              | El capo 2             | Nominada  |
| 2011 | Premios India Catalina    | Mejor actriz protagónica de telenovela o serie            | La Pola               | Nominada  |
| 2007 | Premios TVyNovelas        | Mejor actriz protagónica                                  | La hija del mariachi  | Nominada  |
| 2004 | Premios TVyNovelas        | Mejor actriz revelación                                   | La lectora            | Ganadora  |

### Otros premios
- Premio Mara en Venezuela por su actuación en La hija del mariachi.
- Ha participado en el programa peruano Fuego Cruzado, Vidas Extremas